# نورتون، دانکستر
نورتون (به انگلیسی: Norton) یک روستا و محله مدنی در بریتانیا است که در کلان‌شهر مستقل دانکستر واقع شده‌است. نورتون ۴٬۶۲۵ نفر جمعیت دارد.